# Psaliodes flavivena
Psaliodes flavivena là một loài bướm đêm trong họ Geometridae.